# Романчук Ярослав Чеславович
Яросла́в Чесла́вович Романчу́к (біл. Яраслаў Часлававіч Раманчук; нар. 10 січня 1966, Сопоцькин) — відомий український та білоруський економіст, автор книг про економіку та реформи у країнах пострадянського простору, очолював офіс економічних реформ Офісу простих рішень та результатів (Київ 2021—2023 рр), президент Науково-дослідного центру Мізеса (Мінськ), засновник білоруської школи ліберального сталого розвитку. Консультант з економіки бізнесу, влади та НУО в Україні.
Спеціалізується на реформах в економіці на постсоціалістичному просторі. Лауреат міжнародних премій за книги про феномен економічного дива та системних ринкових реформ для перехідних країн. Автор понад 6500 публікацій на економічну тему у різних друкованих та електронних виданнях Білорусі, України, Польщі, США та інших країн. Автор 13 книг з економіки, реформ, транзиту від держплану до вільного ринку.
У серпні 2024 року обраний президентом Міжнародного Інституту Свободи (ILI) — що заснований, як незалежний, некомерційний, позапартійний, аналітичний центр для популяризації цінностей свободи та ідей Австрійської економічної школи, мінімізації втручання держави у діяльність бізнесу та людей. Інститут здійснює експертні дослідження, пропонує практичні рішення для економіки та політики України та країн з перехідною економікою. Фінансування здійснюється коштом українських підприємців-меценатів.
Був кандидатом у президенти Білорусі на виборах 2010 року, за офіційними даними, посів 3-е місце.
У 2021 році був змушений залишити Білорусь і з того часу постійно проживає та працює у Києві.
Один із спікерів Форуму Вільних Держав Постросії.

## Біографія
Ярослав Романчук закінчив Мінський державний лінгвістичний університет, аспірантуру Республіканського інституту вищої школи Білоруського державного університету, кафедра економічних досліджень.
Крім базової освіти у листопаді-грудні 1995 р. закінчив Інститут економічного розвитку Міжнародного банку реконструкції та розвитку (м. Мінськ, Білорусь) за спеціалізацією: мікро та макроекономіка.
У період з 1998 року по 2003 рік навчався у таких установах: Університет штату Колорадо (США), Університет штату Вермонт (США), Університет Брітіш Коламбія (Канада), Університет Каліфорнії у Лос-Анджелес (США), Бентлі коледж (Бостон, США). У 2002 році стажувався у США на тему «Глобалізація та світова торгівля. Роль СОТ» та у Школі Світового банку з пенсійної реформи (Польща). У липні 2005 року закінчив Перший Міжнародний літній інститут державного управління Світового банку (Латвія).
Вільно володіє білоруською, польською, англійською та російською мовами, крім того — українською та французькою.
Трудову діяльність розпочав із викладача. Працював головним спеціалістом Комісії з економічної політики та реформ Верховної Ради Республіки Білорусь 13-го скликання.
Січень 1997 — травень 2002 рр. — економічний оглядач, потім заступник головного редактора, виконавчий директор тижневика «Білоруська газета».
З лютого 2002 року президент «Науково-дослідного центру Мізеса».
З 1997 року до грудня 2005 року провідний експерт Аналітичного центру «Стратегія», а з 2006 року до 2021 року його виконавчий директор.
Після того, як 14 липня 2021 року в Білорусі пройшли масові обшуки у правозахисних та інших громадських організаціях, він залишив країну та переїхав до України.
З серпня 2021 року керівник економічних реформ Офісу простих рішень та результатів в Україні.
Одружений, має 2 синів.

## Економічна діяльність
Відомий представник та популяризатор Австрійської економічної школи на пострадянському просторі. Експерт із проблем системних соціально-економічних трансформацій. Експерт з проблем європейської інтеграції та співробітництва на постсоціалістичному просторі. Автор концепції інтеграції Білорусії до ЄС. Автор Антикорупційної програми Білорусі та інших концептуальних документів. Автор економічної частини проекту Конституції Республіки Білорусь «Як захистити людину від держави».
В Україні представив економічні програми «Україна — новий Захід. Економіка $500 млрд для 50 млн українців до 2030 року» та «Економіка воєнного часу. Що робити».
У січні 2009 року працював у складі міжвідомчої робочої групи при Раді міністрів Республіки Білорусь у виробленні плану дій щодо розвитку країнового маркетингу Республіки Білорусь.
У квітні 2009 року книга Романчука «У пошуках економічного дива. Уроки для Білорусі» здобула Гран-прі міжнародної премії імені сера Ентоні Фішера від Фонду економічних досліджень Атлас у категорії «Молоді інститути».
Був головою Робочої групи з вироблення Національної платформи бізнесу Білорусі у період 2006—2019 років. За цей час було розроблено та прийнято 13 документів. Автор альтернативного законопроекту про бюджет, податкову систему, концепцію пенсійної та адміністративної реформи, альтернативного законопроекту про приватизацію, а також реформи системи охорони здоров'я.
З жовтня 2016 р. до лютого 2018 р. був членом Робочої групи уряду з розробки Стратегії розвитку підприємництва, членом президентської Ради з розвитку підприємництва Білорусі та членом Робочої групи уряду з реформування податкової системи.
2014—2019 рр. — консультант бізнес-спільнот Тунісу, Алжиру, Узбекистану, Азербайджану, Придністров'я щодо реформи ділового клімату.
Член Міжнародного товариства індивідуальних свобод, лауреат щорічної нагороди Свободи ISIL 2003 року, Лауреат премій Фонду економічних досліджень Атлас (2006—2007 рр.), лауреат премії імені сера Ентоні Фішера у 2006 та премії Темплтона у 2007 році за книги «Білорусь: дорога у майбутнє» та «Бізнес Білорусі: у колі першому». Перший учасник із Білорусі в міжнародній асоціації Товариства «Мон Пелерен». Нагороджений премією «Кращий адвокат свободи в Україні у 2021 році», яку присуджує Ayn Rand Center in Ukraine.
24 лютого 2022 року мав виступати перед українськими політиками та експертами та презентувати свою економічну програму «Україна — новий Захід. Економіка $500 мільярдів для 50 млн українців до 2030 року». Однак через початок вторгнення Росії в Україну представлення програми було відкладено на невизначений час. У березні 2022 року представив українцям економічну програму «Економіка воєнного часу. Що робити».
У травні 2023 року в Україні вийшла нова книга Ярослава Романчука «Новий Захід. Українська мрія». Книга містить докладний план, як перетворити Україну на процвітаючу та успішну країну, а звичайних українців зробити багатими та щасливими. Книга була видана за підтримки засновників компанії НОВА ПОШТА Вячеслава Климова та Володимира Поперешнюка.
Розробив методику Індекс Економічної Безпеки від Міжнародного інституту свободи (ILI), де досліджує стан національної системи економічної безпеки України в контексті наявних зовнішніх і внутрішніх ризиків та загроз. В жовтні 2024 року як президент Міжнародний Інститут Свободи (ILI) представив концепцію національної економічної безпеки України та індекс економічної безпеки. Ці інструменти покликані сприяти економічному зростанню країни на рівні 7 % ВВП протягом наступних 20 років.

## Політична діяльність
З квітня 2000 року — заступник голови Об'єднаної громадянської партії (Білорусь). Обов'язки: міжнародні відносини, вироблення економічних програм та законопроектів, а також стратегії розвитку країни. Автор альтернативного законопроекту про бюджет, податкову систему, концепцію пенсійної, адміністративної реформи, альтернативний законопроект про приватизацію, військову реформу, а також реформу системи охорони здоров'я.
Було висунуто кандидатом у депутати Палати Представників за списком Об'єднаних демократичних сил на виборах, що відбулися 28 вересня 2008 року, вибори програв. Згідно з екзит-полом, проведеним незалежними соціологами, він набрав близько 65 % голосів, але влада сфальсифікувала результати.
Один із розробників Антикризової платформи Об'єднаних демократичних сил у РБ.
31 травня 2010 року став кандидатом на Президентських виборах у Білорусі 2010 року. Як кандидат у президенти презентував програму «Мільйон нових робочих місць для Білорусі». Рейтинг Романчука із соціологічних досліджень з червня по листопад становив від 1,0 до 8,2 % відсотків. Під час офіційного екзит-полу рейтинг Романчука складав 3,36 відсотка. Згідно з офіційно заявленими результатами виборів президента Романчук набрав 1,98 відсотка голосів виборців.
17 квітня 2011 року вийшов із Об'єднаної громадянської партії та завершив політичну діяльність.

## Книги
Автор наступних книг:
- «Беларусь: выбор экономического будущего» (укр. «Білорусь: Вибір економічного майбутнього», 1999);
- «Либерализм. Идеология счастливого человека» (укр. «Лібералізм. Ідеологія щасливої людини», 2007);
- «В поисках экономического чуда» (укр. «В пошуках економічного дива», 2008);
- «Либерализм. Идеология счастливого человека», друге видання в Україні російською мовою (укр. «Лібералізм. Ідеологія щасливої людини», 2010);
- «Антикризисный план для Беларуси» (укр. «Антикризовий план для Білорусі», 2011);
- «Теория и практика провалов государства. У новой политической экономии» (укр. «Теорія та практика провалів держави. Нова політична економія», 2014);
- «Новий Захід. Українська мрія» (2023).

Співавтор наступних книг:
- «Национальные интересы Республики Беларусь» (укр. «Національні інтереси Республіки Білорусь», 1998);
- «Беларусь: дорога в будущее. Книга для парламента» (укр. «Білорусь: шлях у майбутнє. Книга для парламенту», 2005);
- «Экономическая конституция Республики Беларусь» (укр. «Економічна конституція Республіки Білорусь», 2007);
- «Беларусь на разломе» (укр. «Білорусь на розломі», 2008);
- «Беларусь: транзитная зона. Книга для парламента» (укр. «Білорусь: транзитна зона. Книга для парламенту», 2009);
- «Либертарианство: доступно и просто» (укр. «Лібертаріанство: доступне і просто», 2009);
- «Беларусь 20/20. В лабиринте экономической идентичности» (укр. «Білорусь 20/20. У лабіринті економічної ідентичності», 2011).